# Гідрогеологія Молдови
Територія Молдови належить до Молдавського артезіанського басейну, що є складовою частиною Причорноморського артезіанського басейну.
Підземні води приурочені до відкладів всіх стратиграфічних підрозділів, утворюючи водоносні горизонти і комплекси, що мають між собою гідравлічний зв'язок.
Загальний напрям підземного стоку орієнтований з півночі на південь до Чорного моря. Природні ресурси підземних вод Молдови складають бл. 1,5 млн м3/добу.
У зоні інтенсивного водообміну розвинені прісні, гідрокарбонатні, рідше сульфатно-натрієві або кальцієві води.
З глибиною і в напрямку з півночі на південь, а також зі сходу на захід їх хім. склад змінюється до хлоридно-натрієвого, а мінералізація зростає до десятків г/л.
У Молдові є содові, сірководневі, кременисті, йодобромні мінеральні і промислові води.